# Süreyya Ayhan
Süreyya Ayhan, född den 6 september 1978, är en turkisk friidrottare som tävlar på 1 500 meter. 
Ayhan deltog vid Olympiska sommarspelen 2000 i Sydney där hon blev utslagen i semifinalen. Vid VM 2001 i Edmonton tog hon sig vidare till finalen men slutade först på en åttonde plats efter att ha sprungit på 4.08,17. Senare samma år vann hon guld vid Sommaruniversiaden. 
Hennes stora genombrott kom när hon 2002 vann guld vid EM i München på tiden 3.58,79. Samma år utsågs hon till Europas bästa friidrottare. Hon deltog även vid VM 2003 i Paris där hon blev silvermedaljör efter ryskan Tatjana Tomasjova.
Inför Olympiska sommarspelen 2004 stängdes Ayhan av i två år sedan hon underlåtit att delta i dopingtest. 